# سه مرد و یک نوزاد
سه مرد و یک نوزاد (انگلیسی: Three Men and a Baby) فیلمی زوج هنری به کارگردانی لئونارد نیموی است که در سال ۱۹۸۷ منتشر شد.

## موضوع فیلم
پیتر (تام سلک)، مایکل (استیو گوتنبرگ) و جک (تد دنسون) مردان مجرد شادی هستند که در نیویورک زندگی می‌کنند و دائماً در آپارتمانشان پارتی برگزار می‌کنند و با زنان مختلف خوش می‌گذرانند. زندگی خوش آنها هنگامی مختل می‌شود که یک روز نوزادی روی پلهٔ خانه آنها رها می‌شود.

## بازیگران
- تام سلک
- استیو گوتنبرگ
- نانسی تراویس
- مارگارت کالین
- سلست هولم
- پل گویلفویل
- فیلیپ بوسکو